# Egon Adler
Egon Adler (Großpösna, 18 febbraio 1937 – 28 gennaio 2015) è stato un ciclista su strada tedesco.

## Palmarès

### Olimpiadi
- 1 medaglia[1]:
  - 1 argento (Roma 1960 nella corsa a cronometro a squadre)